# Anthaxia fisheri
Anthaxia fisheri es una especie de escarabajo del género Anthaxia, familia Buprestidae. Fue descrita científicamente por Obenberger en 1928.